# اومانکا
اومانکا (انگلیسی: Umanka) یک شهرک در شهرستان میاکینسکی استان باشقیرستان کشور روسیه است.